# Arturo Rivera
Arturo Rivera (Ciudad de México, 15 de abril de 1945-ibidem, 29 de octubre de 2020) fue un artista plástico (pintor y dibujante) mexicano.

## Biografía

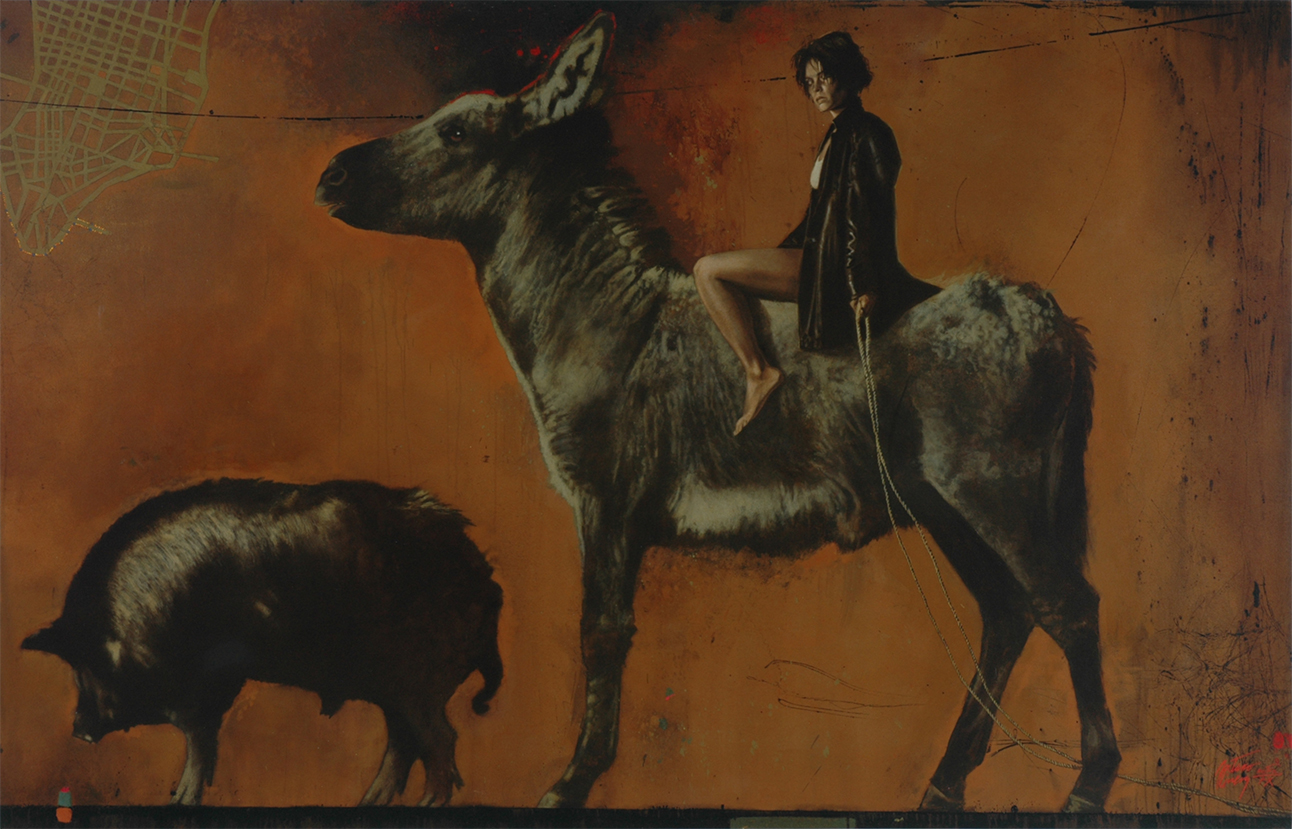
Arriving to New York (Llegando a Nueva York). Óleo/tela. 2005

Estudió pintura en la Academia de San Carlos entre 1963 y 1968. En 1969, presentó su primera exposición individual en homenaje al Che Guevara, en Molino de Santo Domingo. En 1973, estudió serigrafía y fotoserigrafía en Londres. En 1976, se trasladó a Nueva York, y en 1978 comenzó a utilizar formas realistas, por las que se hizo conocido. En 1979, por invitación de Mac Zimmerman, se fue a Múnich, Alemania, como su asistente.
Regresó a México en 1981 para preparar una exposición en la Universidad de las Artes y las Ciencias de Valencia. A medida que continuó perfeccionando su estilo realista a lo largo de los años 80 y 90 con numerosas exposiciones en museos y galerías en México, interpretó temas oscuros y anatómicos (La belleza de lo terrible). En 2000, se seleccionó su obra para una exposición de pinturas de autorretrato en el Museo de Bellas Artes, en la Ciudad de México, junto a artistas tan notables como Diego Rivera, Frida Kahlo, Goitia y otros pintores de México. En 2003, fue distinguido por el Museo de Arte Contemporáneo de Monterrey, México (MARCO), como un maestro del arte mexicano del siglo XX.
En 2005, ganó el Primer Premio en la Bienal Internacional de Arte de Pekín, con la pintura al óleo Llegando a Nueva York, que ahora pertenece a la colección del Museo Nacional de Arte de China, en Pekín.

"Siempre tuvo un carácter muy difícil, porque parecía estar en pelea consigo mismo. Entre nosotros siempre hubo camaradería y afecto. Pero tenía una especie de desgarramiento interior muy a flor de piel, y no sabemos qué hubiera pasado si no hubiese sido pintor. Eso lo hacía a la vez muy noble, y también muy duro y difícil. Pero en realidad era muy cariñoso. Todos tenemos contradicciones, pero él las vivió más a flor de piel.": Saúl Kaminer, artista plástico mexicano.

Falleció el 29 de octubre del 2020 debido a una hematoma subdural agudo,  estenosis aórtica,  hipertensión esencial, en la Ciudad de México.

## Exposiciones individuales
- 1970 - Galería del Molino de Santo Domingo. México, D.F.
- 1971 - Casa del Lago. UNAM / Universidad Nacional Autónoma de México, D.F.
- 1972 - Suceso urbano. (Instalación) Avenida Mazatlán. México, D.F.
- 1978 - Jack Gallery. Nueva York, N.Y., E.U.A.
- 1979 - Walton Gallery. Nueva York, N.Y., E.U.A.
- 1981 - Museo Universitario de Ciencias y Artes. UNAM. México, D.F.
- 1981 - Galería Sloane Racotta. México, D.F.
- 1982 - Arturo Rivera. Museo de Arte Moderno. México, D.F.
- 1991 - Instituto Cultural Mexicano. San Antonio, Texas, E.U.A.
- 1991 - Consulado Mexicano. Houston, Texas, E.U.A.
- 1991 - Instituto Cultural Mexicano. Washington D. C., E.U.A.
- 1991 - Centro Cultural de México. París, Francia.
- 1991 - Retrospectiva * 1980-* 1986. Galería del Sur-UAM. México, D.F.
- 1992 - Galería Kimberly. Washington D. C., E.U.A.
- 1992 - Historia del ojo. Teatro Doblado. León, Gto,. México.
- 1993 - Hipertelorismo o El arte de mover las órbitas. Instituto de Artes Gráficas de Oaxaca, Oaxaca, Oax., México.
- 1994 - Arturo Rivera: Dibujos y Pinturas. Galería Misrachi. México, D.F.
- 1995 - Bodas del Cielo y el Infierno. Museo de Arte Moderno. México, D.F.
- 1996 - Historia del ojo. Teatro de la Ciudad San Francisco. Pachuca, Hgo., México.
- 1996 - Historia del ojo. Instituto Sonorense de Cultura. Hermosillo, Son., México.
- 1997 - Paisajes Íntimos. Galería de Arte Mexicano GAM. México, D.F.
- 1997-98 - Bodas del Cielo y del Infierno. MARCO / Museo de Arte Contemporáneo de Monterrey, N.L., México.
- 1999 - Ejercicios de la Buena Muerte. Galería de Arte Mexicano GAM. México, D.F.
- 2000 - El Rostro de los Vivos. Museo Nacional de Bellas Artes. México, D.F.
- 2000 - Arturo Rivera: Obra reciente. Galería Emma Molina. Garza García, N.L., México.
- 2003 - Despojos. Galería de Arte Mexicano GAM. México, D.F.
- 2004 - Anatomía: Diálogo entre ciencia y arte. Instituto de Artes Gráficas de Oaxaca (IAGO) Oaxaca, Oax., México.
- 2006 - D.F. Galería Arte Actual Mexicano. Garza García, N.L., México.
- 2007 - Arturo Rivera. Instituto Tecnológico de Estudios Superiores de Monterrey Campus México.
- 2007 - Arturo Rivera “La belleza de lo terrible” Museo de Arte de Querétaro.
- 2007 - Arturo Rivera “La belleza de lo terrible” Museo de Arte Contemporáneo de Tamaulipas.
- 2009 - Arturo Rivera “Sombra Mirada” Museo Clavijero. Morelia Michoacán.
- 2010 - Arturo Rivera "Ajustes Secretos" Galería Arte Actual Mexicano. Garza García, N.L., México.
- 2011 - Arturo Rivera "Ceremonia de la Mirada" Universidad Autónoma Mexicana, México D.F.